# 肯杜阿
肯杜阿（Kendua），是印度西孟加拉邦Maldah县的一个城镇。总人口5768（2001年）。

## 人口
该地2001年总人口5768人，其中男性2953人，女性2815人；0—6岁人口749人，其中男353人，女396人；识字率62.07%，其中男性为70.64%，女性为53.07%。